# Алоїс Подгайскі
Алоїс Подгайскі (нім. Alois Podhajsky, 24 лютого 1898 — 23 травня 1973) — австрійський вершник.
Бронзовий призер Олімпійських Ігор 1936 року в індивідуальній виїздці.